# Jóka
Jóka (szlovákul Jelka) község Szlovákiában, a Nagyszombati kerületben, a Galántai járásban.

## Fekvése
A mátyusföldi település Galántától 19 km-re délnyugatra, a Kis-Duna bal partján fekszik. Újhelyjóka tartozik hozzá.

## Élővilága

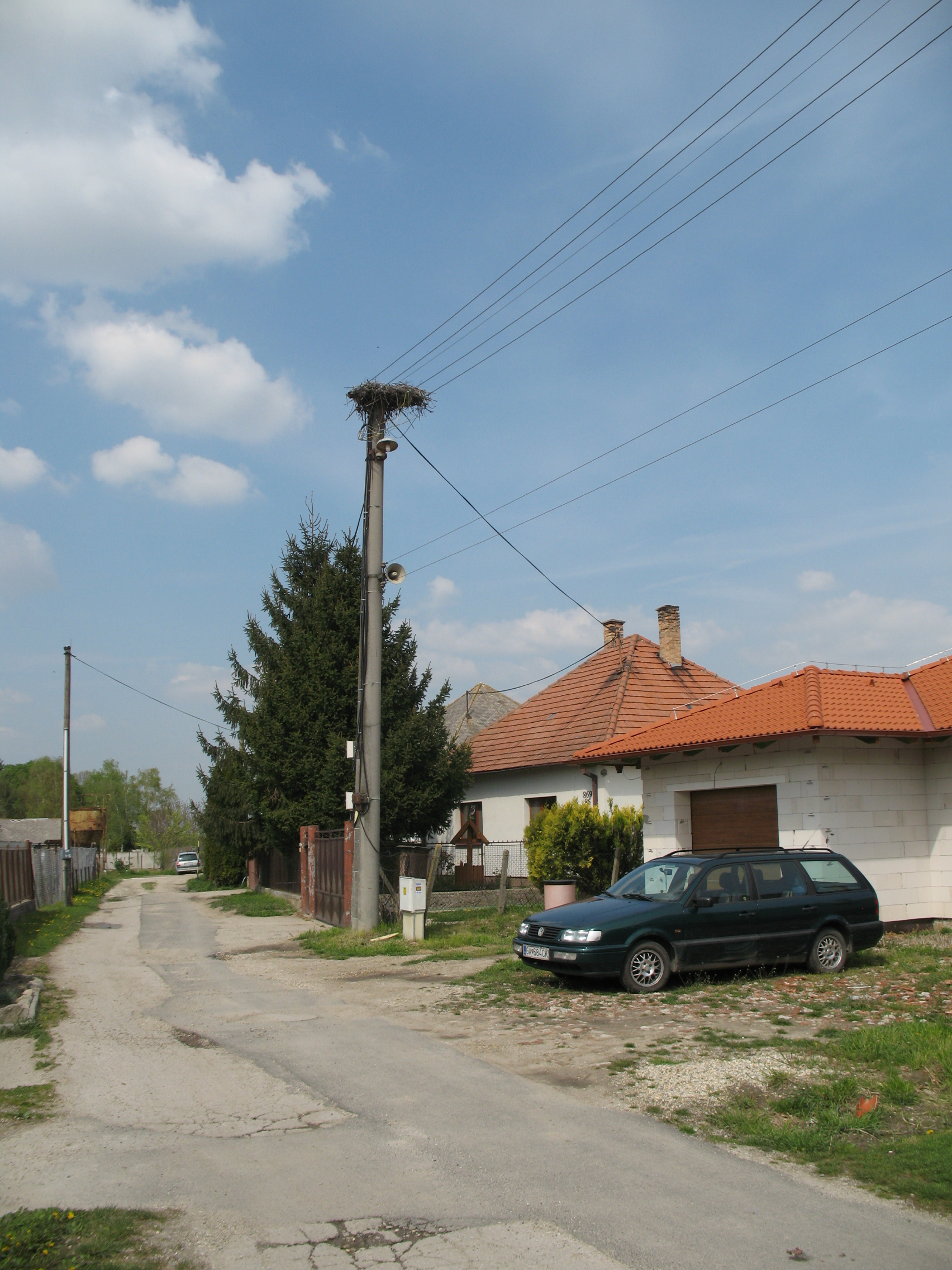

Jókán volt gólyafészek, de évek óta nincs adat fészkelésről.

## Története
1197-ben az Ilka család kiváltságlevelében Ilka néven szerepelhetett, de okirat nem maradt fenn, csak említésből ismert. 1241-ben Ielka néven említik először. A szlovák jelka jegenyfenyőcskét jelent. A 13. században Ilka, Iolka, Jelka alakban fordul elő az Ilka nemzetség és leszármazottai tulajdonában. Ekkor már állt a templom is, melynek legrégibb részei 1250 körül épültek. 1305-ben még Ilka alakban szerepel. 1343-tól az óbudai klarissza apácakolostor birtoka. 1355-ben Harmethely-Jóka alakban szerepel. 1358-ban Ilka összes nemesei Lajos király elé járultak és bejelentették, hogy ők Zbima fiától Zerzovoytól származnak és mindig az Imre királytól (1196-1204) Zerzovoynak és utódainak adott szabadságban éltek. Az 1359-es vizsgálat során bemutatták az 1197-es oklevelüket, mely szerint Imre király Zerzovoyt a pozsonyi vár jobbágyát, hűségéért kivette annak joghatósága alól és teljes nemesi szabadságba helyezte.
A 16. században három faluként Kis- Nagy- és Újhely-Jókaként említik, de Őraljapusztaként is előfordul. 1541-ben a török pusztította el a falut. 1553-ban Kis- és Nagyjókán 2-2, Újhely-Jókán 12 portát írtak össze. A továbbiakban többek között a Farkas, a Takács és az Udvarnoki család birtoka volt. Református gyülekezetét 1562-ben említik elsőként. A hagyomány szerint 1705-ben Bercsényi Miklós a jókai óriásplatán alatt tartotta haditanácsát. A Rákóczi szabadságharc idején az emberek itt is elrejtették értékeiket.
1754-1756 közt Jókán igazolta nemességét az Ásványi család öt tagja. Később ők felvették a "Jókai" nemesi előnevet itteni birtokuk után.
Vályi András szerint "Nagy, Kis, és Újhely Jóka. Három közel lévő magyar faluk Posony Várm. földes Uraik több Uraságok, lakosai katolikusok, reformátusok, és evangelikusok, fekszenek a’ felső Csalóközben, nap kel. Födémessel, dél. Illésházával, é. Borsával határosok, szigetes határjaik meglehetősen termők, fájok, réttyek, legelőjök van; e’ határban származik Kalnok vize. Veteményes kertyei hasznosak, lakosai eléggé meg szaporodtak, ’s némellyek közzűlök jó katonák."
Fényes Elek szerint "Jóka (Nagy és Kis), két egymás mellett fekvő magyar falu, Pozsony vmegyében, a kis Duna bal partjához 1 fertálynyira. Van itt 1730 kath., 46 evang., 322 ref., 243 zsidó lak. 2 kastély és kert, több nemesi lakház, kath. és ref. anyaszentegyházak; synagóga. Gyümölcse sok, mert ugyszólván az egész falu egy gyümölcsös kertben fekszik. Nagy erdeje számtalan vadat rejteget. Szántóföldje, ámbár több helyen homokos, mégis jó gabonát, káposztát, dinnyét terem. F. u. a Farkas, Udvarnoky család, s más igen sok nemesek. Ut. p. Pozsony."
A trianoni békeszerződésig Pozsony vármegye Somorjai járásához, 1938 és 1945 között újra Magyarországhoz tartozott, ekkor Nyitra és Pozsony k.e.e. vármegye része. 1944-ben mintegy 250 zsidó lakost hurcoltak el a faluból. Zsinagógájukat és iskolájukat lerombolták.

## Népessége
| Év:            | 1994. | 2004.   | 2014.   | 2024.   |
| -------------- | ----- | ------- | ------- | ------- |
| Emberek száma: | 3691  | 3908    | 3910    | 3992    |
| Eltérés:       |       | +5,87 % | +0,05 % | +2,09 % |

| Év:            | 2023. | 2024.   |
| -------------- | ----- | ------- |
| Emberek száma: | 4010  | 3992    |
| Eltérés:       |       | -0,44 % |

| Jóka lakosságának nemzetiségi megoszlása | Jóka lakosságának nemzetiségi megoszlása | Jóka lakosságának nemzetiségi megoszlása |
| ---------------------------------------- | ---------------------------------------- | ---------------------------------------- |
| szlovák                                  |                                          | 24 fő (1%)                               |
| magyar                                   |                                          | 2819 fő (97%)                            |
| roma                                     |                                          | 0 fő (0%)                                |
| cseh                                     |                                          | 0 fő (0%)                                |
| német                                    |                                          | 56 fő (2%)                               |
| egyéb                                    |                                          | 1 fő (0%)                                |
| *1910. évi népszámlálási adatok          |                                          |                                          |

| Jóka lakosságának nemzetiségi megoszlása | Jóka lakosságának nemzetiségi megoszlása | Jóka lakosságának nemzetiségi megoszlása |
| ---------------------------------------- | ---------------------------------------- | ---------------------------------------- |
| szlovák                                  |                                          | 1086 fő (28%)                            |
| magyar                                   |                                          | 2642 fő (68%)                            |
| roma                                     |                                          | 109 fő (3%)                              |
| cseh                                     |                                          | 7 fő (0%)                                |
| német                                    |                                          | 7 fő (0%)                                |
| egyéb                                    |                                          | 13 fő (0%)                               |
| *2001. évi népszámlálási adatok          |                                          |                                          |

| Jóka lakosságának nemzetiségi megoszlása | Jóka lakosságának nemzetiségi megoszlása | Jóka lakosságának nemzetiségi megoszlása |
| ---------------------------------------- | ---------------------------------------- | ---------------------------------------- |
| szlovák                                  |                                          | 1396 fő (36%)                            |
| magyar                                   |                                          | 2314 fő (59%)                            |
| roma                                     |                                          | 127 fő (3%)                              |
| cseh                                     |                                          | 9 fő (0%)                                |
| német                                    |                                          | 8 fő (0%)                                |
| egyéb                                    |                                          | 52 fő (1%)                               |
| *2011. évi népszámlálási adatok          |                                          |                                          |

1910-ben 2494 lakosából 2420 magyar, 56 német, 17 szlovák és 1 egyéb anyanyelvű volt.
2001-ben 3864 lakosából 2642 magyar és 1086 szlovák volt.
2011-ben 3906 lakosából 2314 magyar, 1396 szlovák és 127 cigány.
2021-ben 4042 lakosából 2018 (+110) magyar, 1763 (+94) szlovák, 44 (+46) cigány, 4 (+3) ruszin, 37 (+3) egyéb és 176 ismeretlen nemzetiségű.

## Nevezetességei

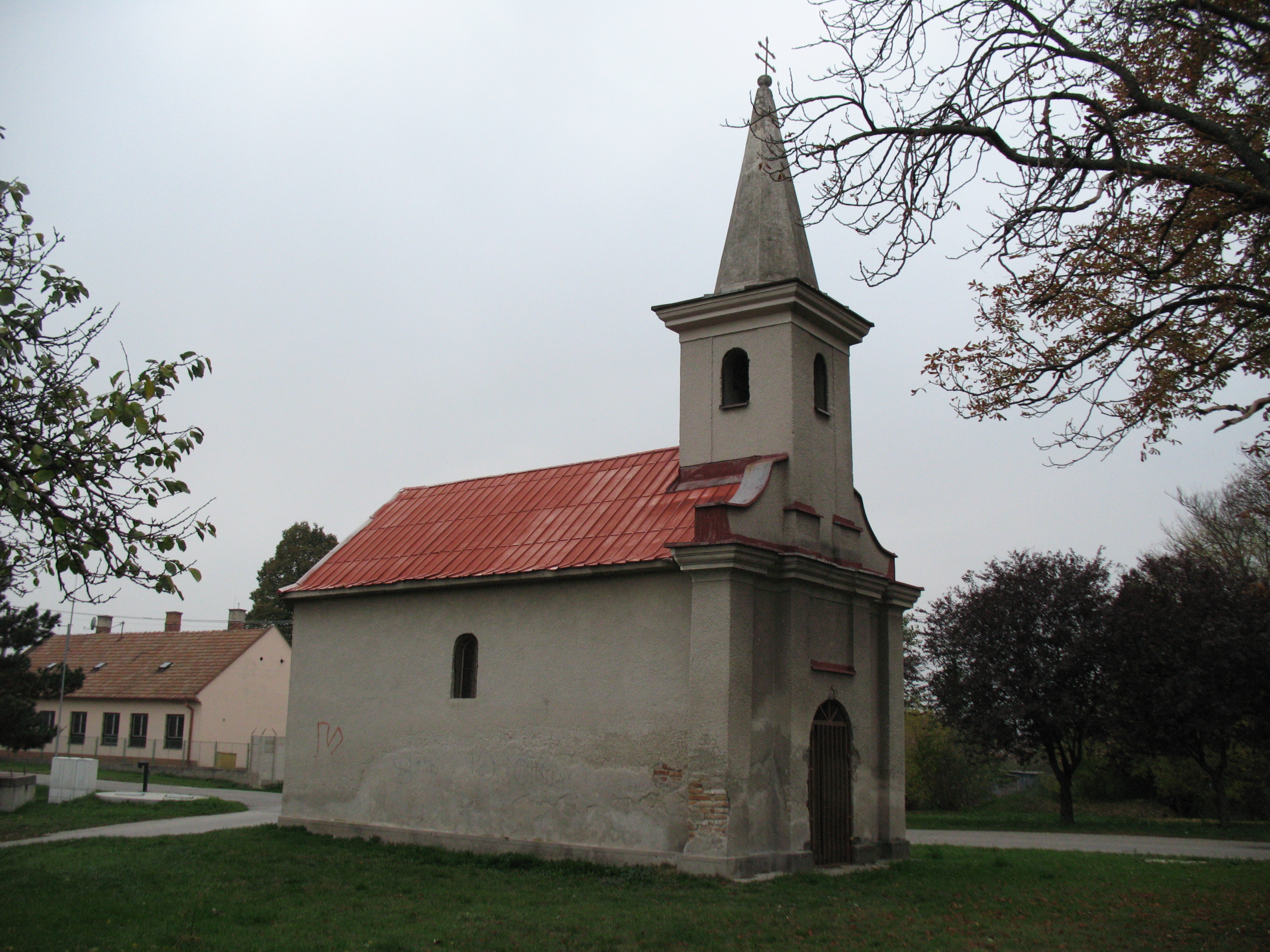
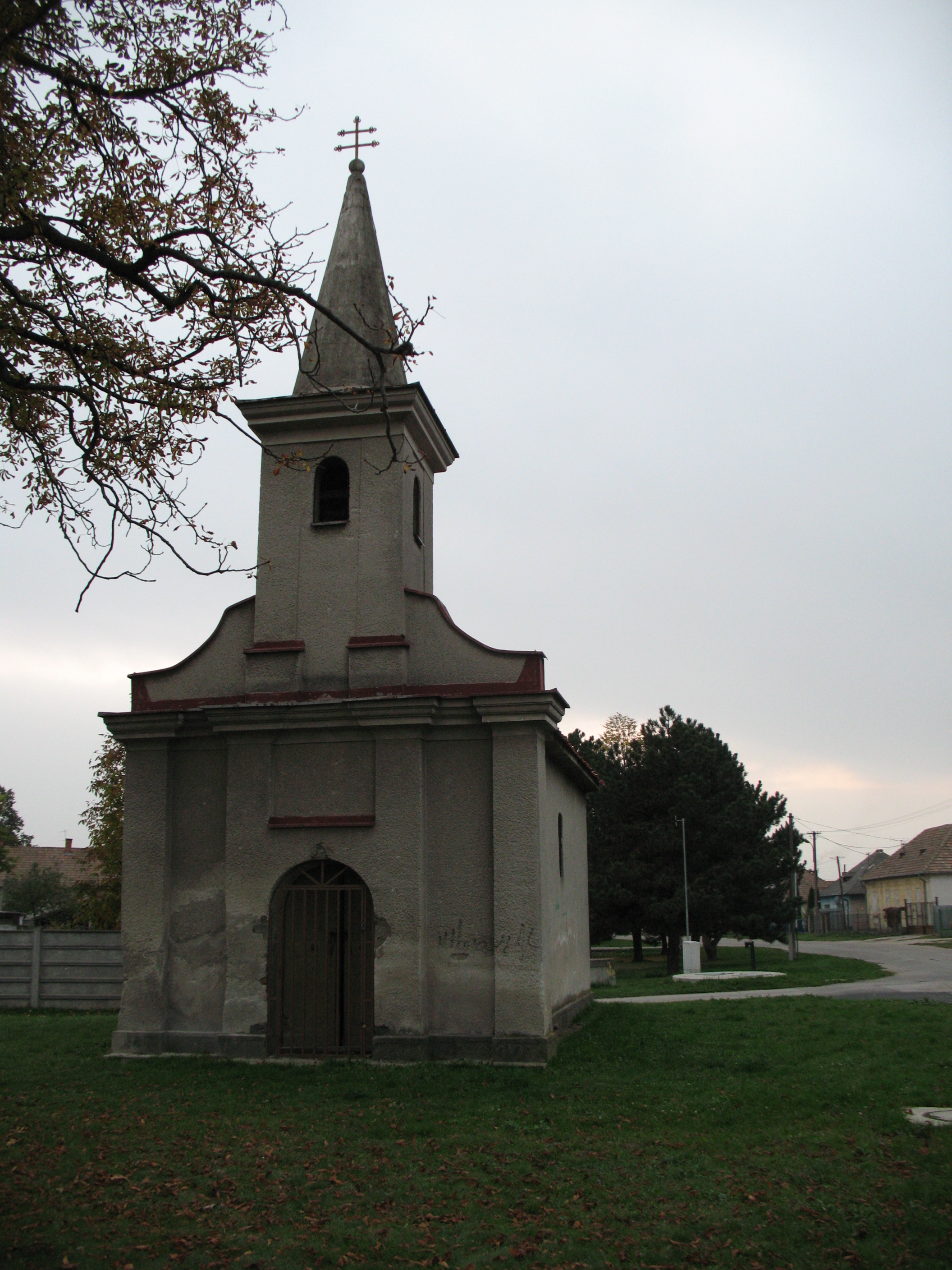
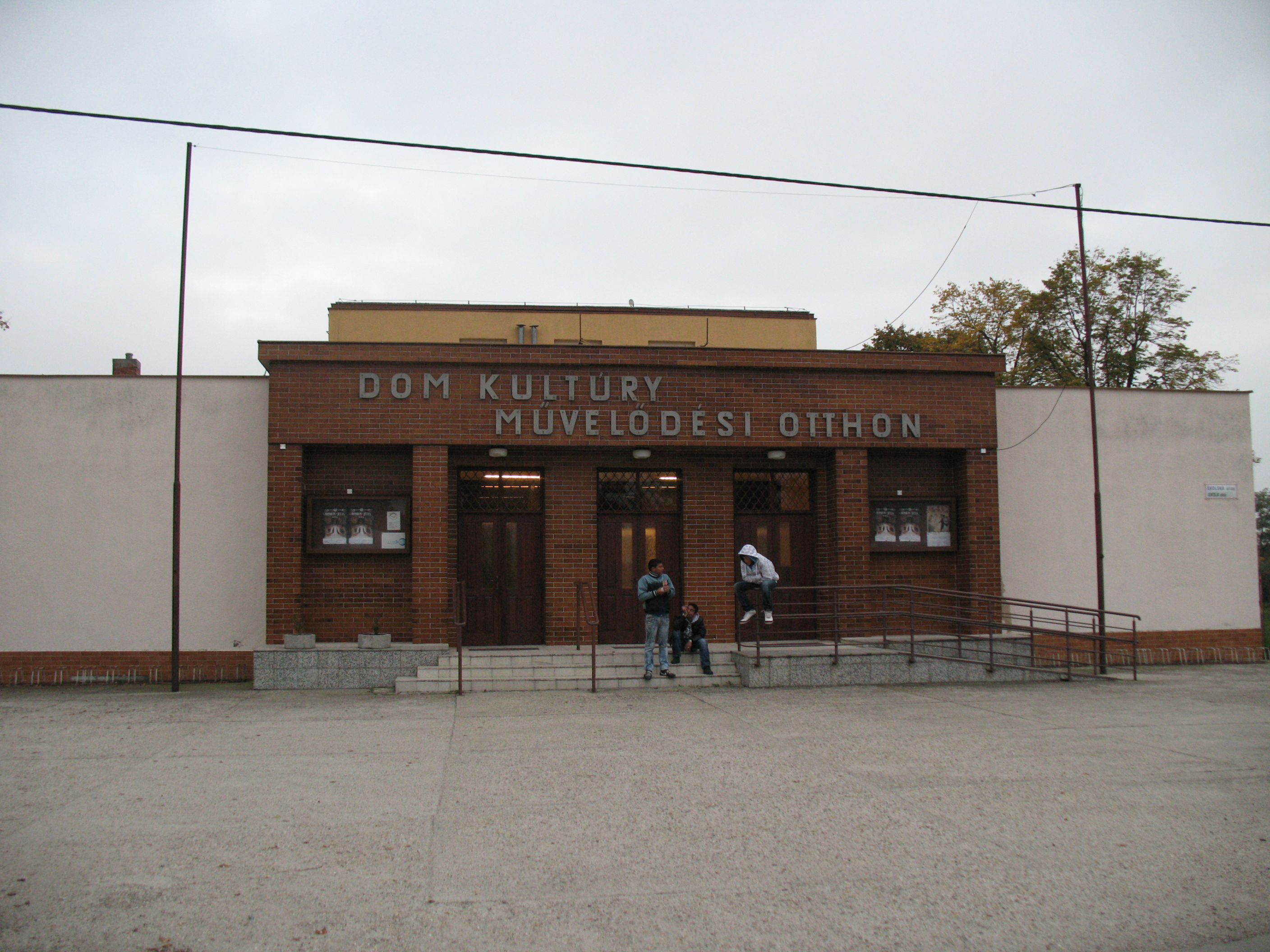
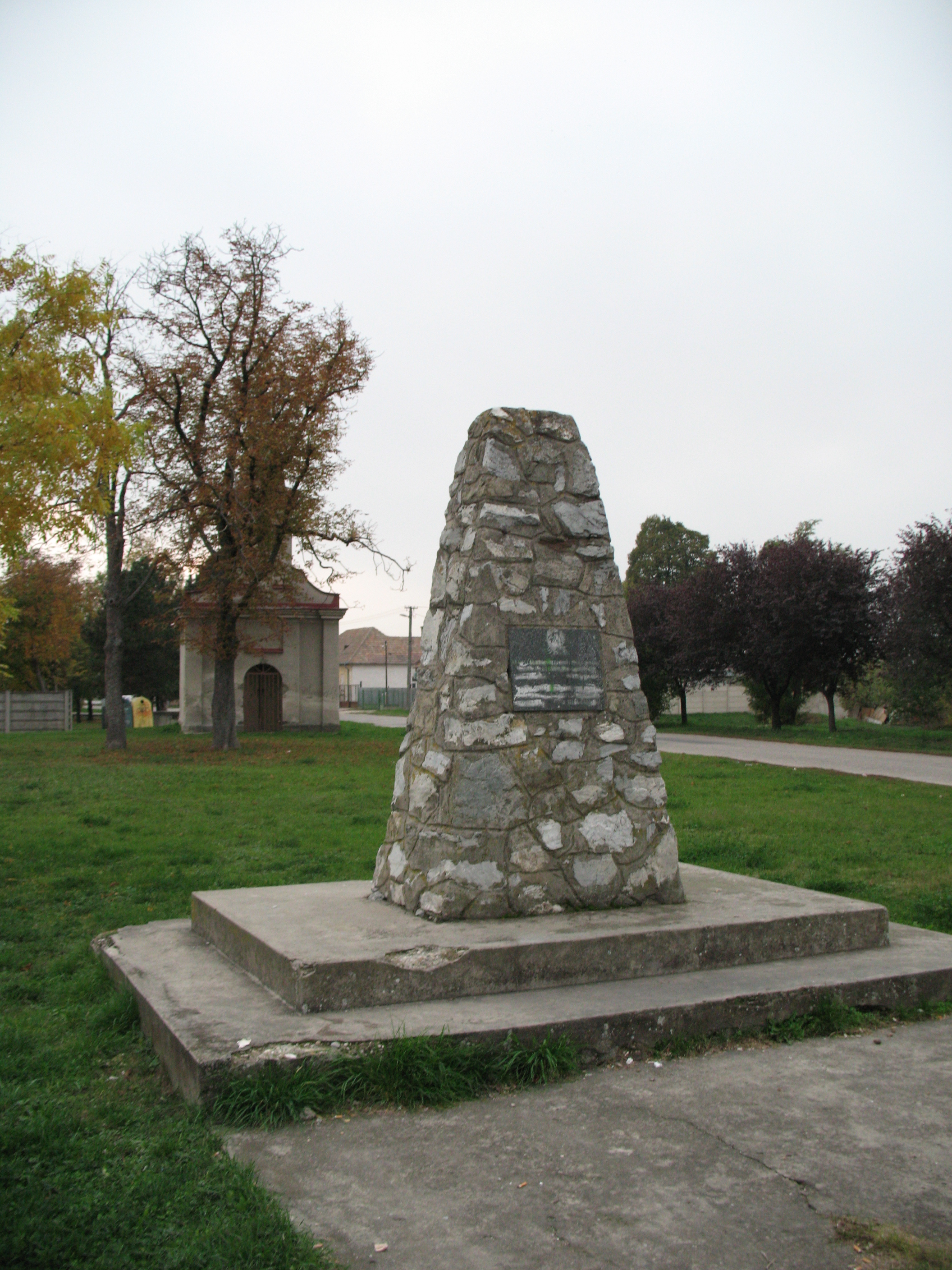
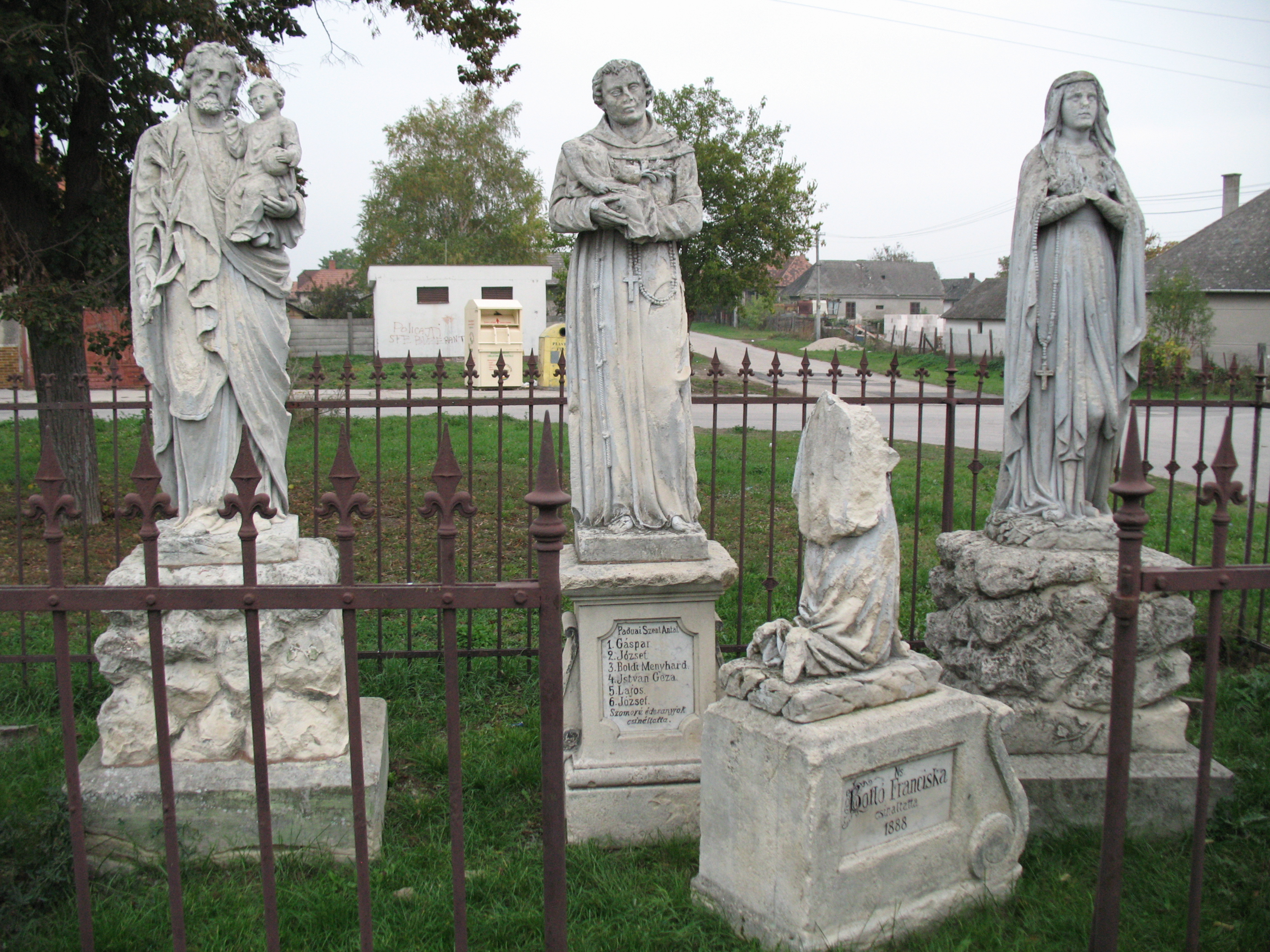
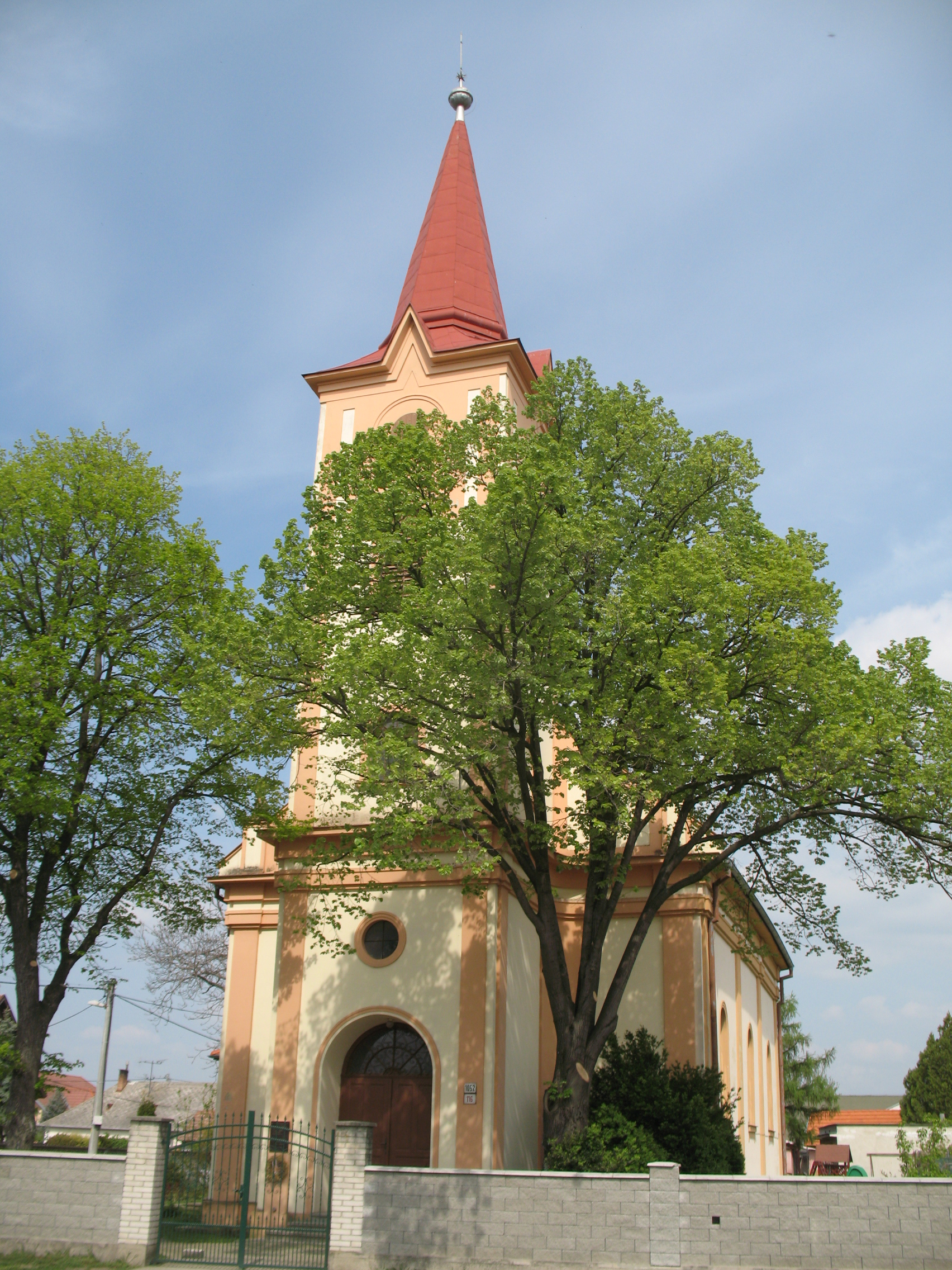
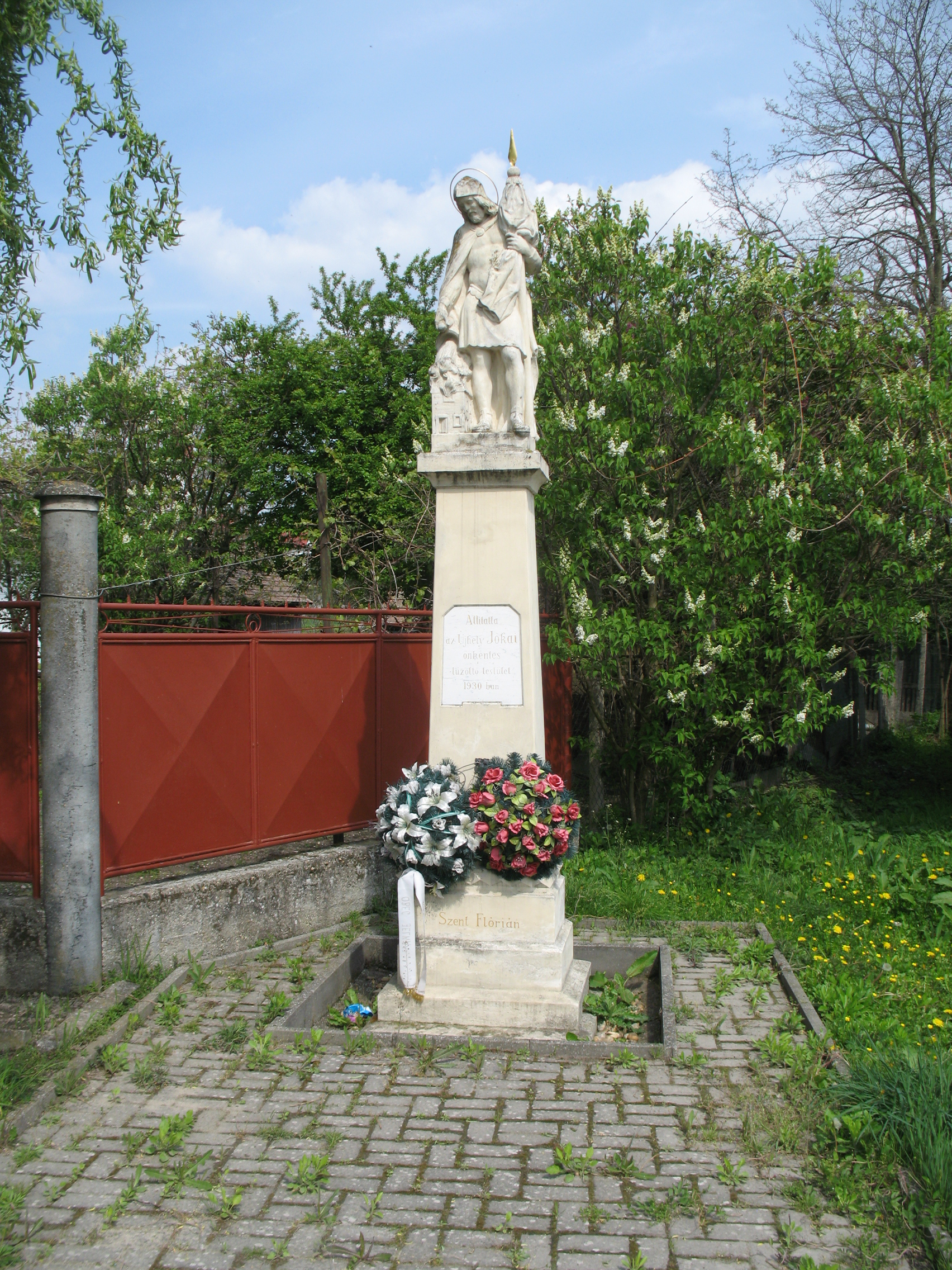
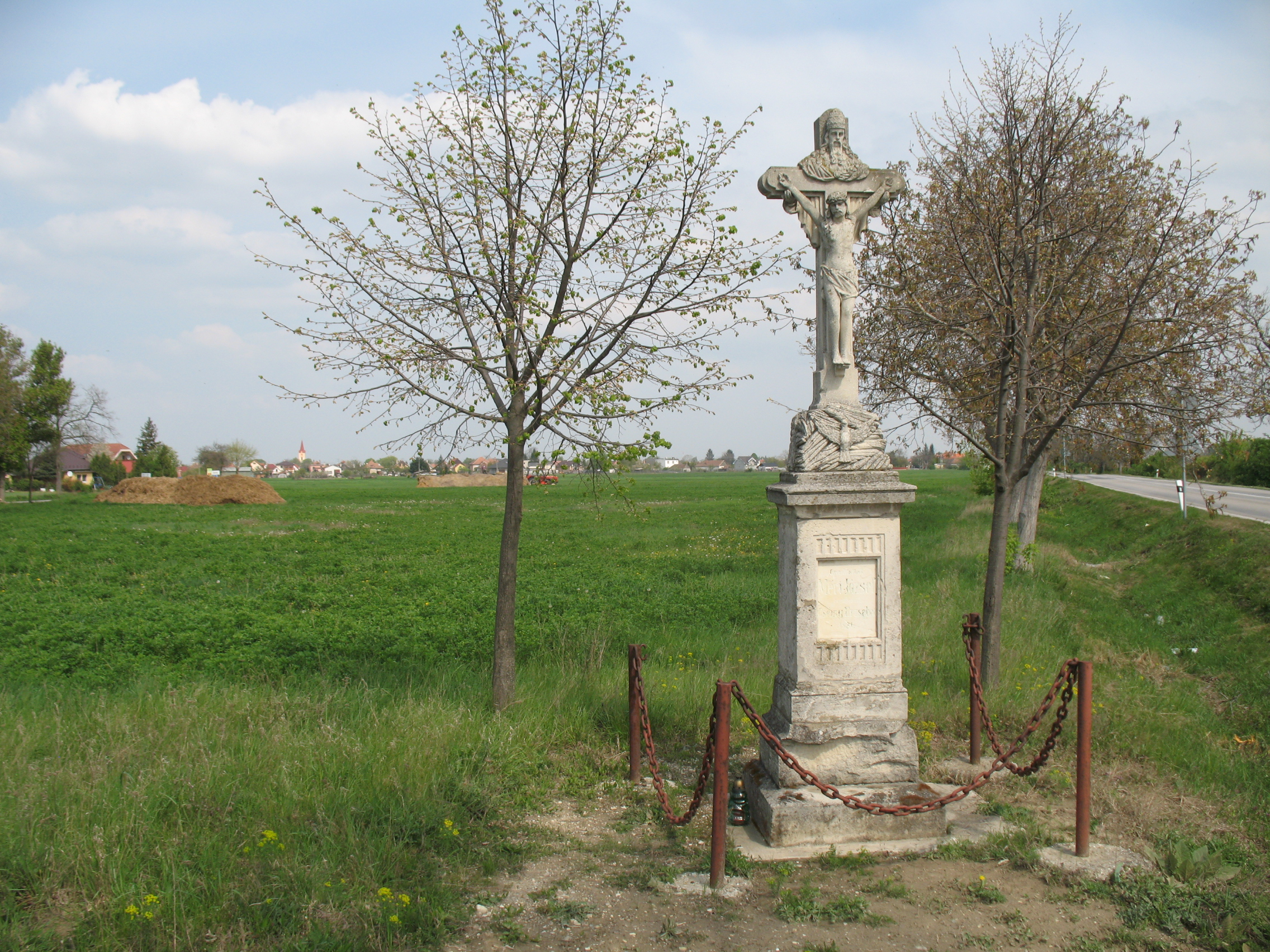
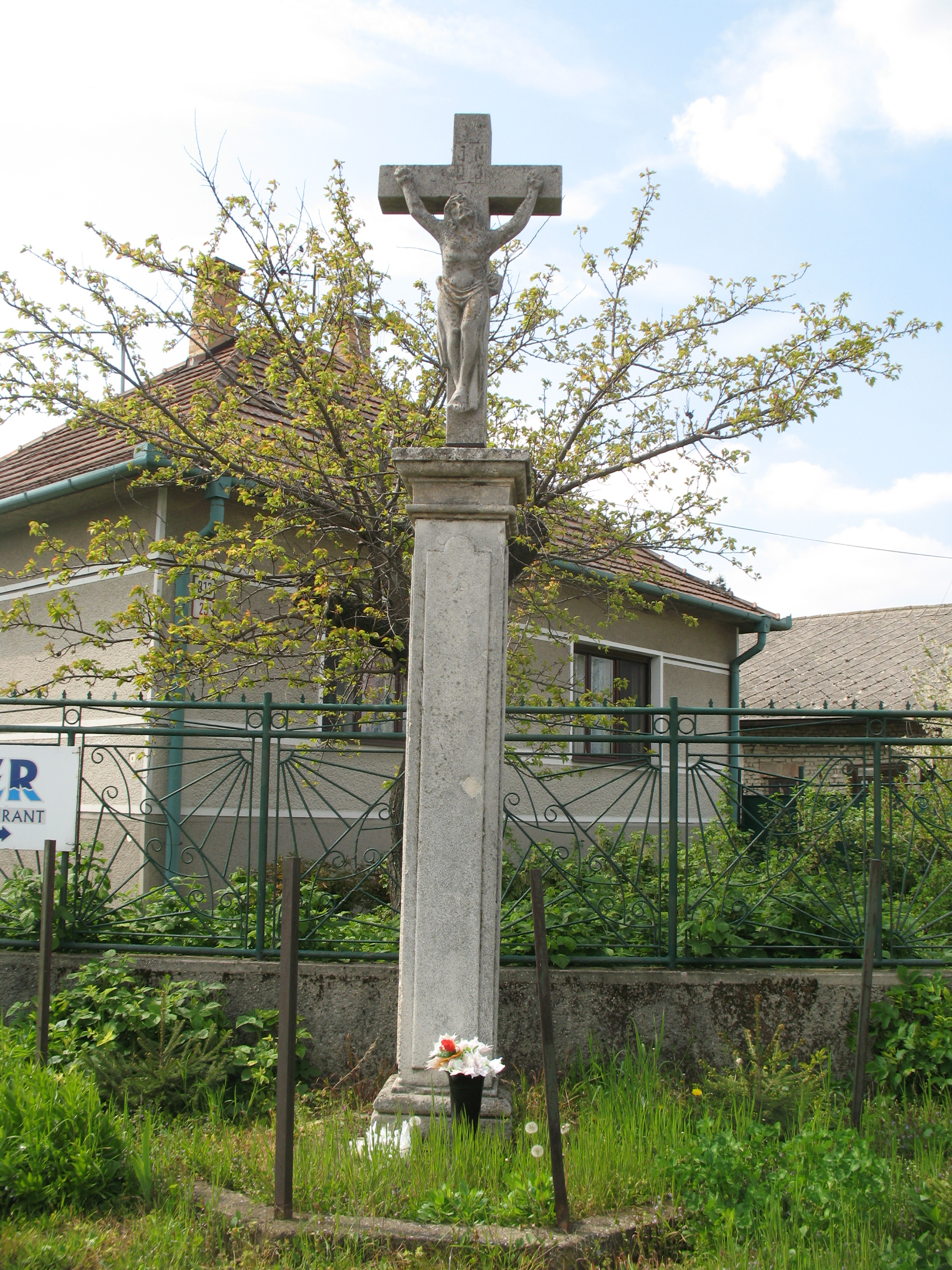

- Keresztelő Szent János tiszteletére szentelt római katolikus temploma 1250 körül épült román stílusban. 1456-ban, majd 1557-ben bővítették. 1756-ban barokk stílusban építették át. Főoltára 1697-ben készült. 1921-ben kereszthajóval bővítették.
- A templom mellett álló késő klasszicista kastélyt 1847-ben építették. Ma iskola működik benne.
- A református templom 1930-ban épült.
- Szenczi Molnár Albert több alkalommal meglátogatta református gyülekezetét. Tiszteletére teret neveztek el, s a református templom falán emléktábla őrzi látogatásainak emlékét.
- Az evangélikus templomot 1969 és 1971 között építették.
- Az Őrangyalok tiszteletére szentelt kápolnája 1728-ban épült.
- A Farkas‑kastély 1800 körül épült klasszicista stílusban.
- Temetőjében nyugszik Farkas Károly ezredes, az 1848–49-es forradalom és szabadságharc 12. huszárezredének parancsnoka.
- A Németh‑malom 1884-ben hajómalomnak épült, 1906-ban cölöpös vízimalommá alakították át. A malom 1951 áprilisáig működött. Utolsó tulajdonosa, Németh Ernő 1973-ig birtokolta. Ezt követően a galántai Honismereti Múzeum birtokába került. A romos állapotú építmény felújítási munkálatait Matyica János malomács irányításával 1992. december 1. és 1994. augusztus 28. között végezték. Az újjáépített cölöpös vízimalom a községtől másfél kilométerre, a Kis-Duna bal partján áll, a Közréten. A felújítási munkálatok eredményeképpen működőképessé tett malom építtetőjét – a községi önkormányzatot –, a Besztercebányán 1995-ben megrendezett Európai Kulturális Örökség Napja Szlovákiában rendezvénysorozat keretén belül elismerő oklevéllel jutalmazták.[13]

## Neves személyek
- Itt született 1904-ben Bartalos Lajos szónok, az érsekújvári cserkészek lelki vezetője, költő.
- Itt született 1905. július 7-én Barsi Dénes író.[14]
- Itt született 1944. július 29-én Mikola Anikó költő, műfordító.[14]
- Itt született 1951-ben Görföl Jenő kultúraszervező, fényképész, a Csemadok országos titkára.
- Itt született 1957-ben Varjú Olga szlovákiai magyar színésznő.
- Itt él Fellinger Károly költő.[14]

## Kultúra
- Fúvószenekara harminc tagot számlál. A móri fesztiválon 2006-ban ezüst fokozattal jutalmazták a zenekart.
- A Malmos és a Kismalmos tánccsoportok.
- Cédrus citerazenekarát Ballán Gábor vezetésével 2005-ben alapították. A hagyományőrző együttes egészhangú falefogós citerákat használ.
- A Pengettyű citerazenekart 2010-ben alapították.
- Nótakör.
- Színjátszó csoport.
- A Csemadok helyi alapszervezete.
- Fügedi János néprajzkutató szerkesztésében jelent meg 2010-ben a falu hagyományos táncait bemutató A Bertóké és társai című DVD.